# كيونوب أوكاجيما
كيونوب أوكاجيما (باليابانية: 岡島 清延) (30 يونيو 1971 في ميتاكا في اليابان – )؛ هو لاعب كرة قدم ياباني سابق كان يلعب كلاعب وسط.

## وصلات خارجية
- كيونوب أوكاجيما على موقع رابطة كرة القدم اليابانية للمحترفين (اليابانية)
- كيونوب أوكاجيما على موقع عالم كرة القدم.نت (الإنجليزية)